# Manon Lescaut (Puccini)
Pour les articles homonymes, voir Manon.
Personnages
- Manon Lescaut (soprano)
- Lescaut, son frère, sergent des gardes du Roi (baryton)
- le chevalier des Grieux (ténor)
- Géronte de Ravoir, trésorier général (basse)
- Edmond, étudiant (ténor)
- l'hôtelier (basse)
- un chanteur (mezzo-soprano)
- le maître de ballet (ténor)
- un allumeur de réverbères (ténor)
- sergent des archers (basse)
- le capitaine de marine (basse)
- un coiffeur (rôle muet et mimé)
- musiciens, vieilles gens, jeunes filles, bourgeois, gens du peuple, étudiants, courtisans, archers et marins

Airs
- Romance de Des Grieux « Donna non vidi mai simile a questa » - Acte I
- Romance de Manon « In quelle trine morbide » - Acte II
- Air de Manon « Oh, sarò la più bella ! » - Acte II
- Intermède symphonique (Intermezzo) - entre Actes II et III
- Romance de Des Grieux « No! pazzo son » - Acte III
- Air de Manon : « Sola, perduta, abbandonata » - Acte IV

Manon Lescaut, drame lyrique en quatre actes en italien, est le troisième opéra de Giacomo Puccini, sur un livret de Luigi Illica, Giuseppe Giacosa et Marco Praga, d’après L’Histoire du chevalier des Grieux et de Manon Lescaut (1731) de l’abbé Prévost, à partir d’une esquisse de Ruggero Leoncavallo et avec un complément de Domenico Oliva. Dans une moindre mesure, l'éditeur Giulio Ricordi et le compositeur lui-même contribuèrent à la création du livret. L'opéra fut composé entre l'été 1889 et octobre 1892 et créé le 1er février 1893 au Teatro Regio à Turin.
Cet opéra fut son premier grand succès. Son éditeur ne voulait aucun autre opéra sur le roman de l’abbé Prévost, étant donné que Jules Massenet en avait déjà fait un qui était excellent. Ce qu'il ne savait pas, c'était que Daniel Auber avait lui aussi déjà écrit un opéra à partir de la même source, ainsi que le compositeur irlandais Michael William Balfe, sous le titre "The Maid of Artois". Puccini poursuivit donc ce qu'il avait commencé.

## Personnages
| Les différents rôles | Tessiture         | Première, 1er février 1893 (Alessandro Pomè) |
| --- | ----------------- | -------------------------------------------- |
| Manon Lescaut | soprano           | Cesira Ferrani                               |
| Lescaut, son frère, sergent des gardes du Roi | baryton           | Achille Moro                                 |
| Il cavaliere [Renato] Des Grieux (le chevalier [René] des Grieux) | ténor             | Giuseppe Cremonini                           |
| Geronte di Ravoir (Géronte de Ravoir), trésorier général | basse             | Alessandro Polonini                          |
| Edmondo (Edmond), étudiant | ténor             | Roberto Ramini                               |
| L'oste (l'hôtelier) | basse             | Augusto Castagnoli                           |
| Un musico (un chanteur) | mezzo-soprano     | Elvira Ceresoli                              |
| Il maestro di ballo (le maître de ballet) | ténor             | Roberto Ramini                               |
| Un lampionaio (un allumeur de réverbères) | ténor             | Roberto Ramini                               |
| Sergente degli arcieri (sergent des archers) | basse             | Ferdin. Cattadori                            |
| Il comandante di marina (le capitaine de marine) | basse             |                                              |
| Un parrucchiere (un coiffeur) | rôle muet et mimé | Augusto Ghinghini                            |
| Musici, vecchi signori ed abati, fanciulle, borghesi, popolane, studenti, popolani, cortigiane, arcieri, marinai (musiciens, vieilles gens, jeunes filles, bourgeois, gens du peuple, étudiants, courtisans, archers et marins) |                   |                                              |

## Argument
Seconde moitié du XVIIIe siècle.

### Acte I
À Amiens.
Dans une auberge. La foule flâne devant la façade. Des hommes boivent et jouent aux cartes… Les étudiants attendent que les filles finissent leur travail. Edmondo chante. Les filles apparaissent. Des Grieux entre, mais il est mélancolique et ne se joint pas aux autres. Ils le taquinent. Manon et Lescaut descendent d’un carrosse. Des Grieux est enchanté par la beauté et la grâce de Manon. Il s’en approche lorsqu’elle entre dans l’auberge. Elle promet de le voir plus tard et s’éloigne. Les étudiants rient de lui, le montrent du doigt. Elle s’éloigne avec Geronte, lui aussi charmé par sa beauté. Des Grieux apprend que Manon est envoyée au couvent par ses parents.

### Acte II
À Paris.
Manon, tentée par la richesse, va finalement vivre avec Géronte de Ravoir, un trésorier, mais elle regrette Des Grieux. Après l'avoir exprimé devant son frère, celui-ci lui apprend que Des Grieux a gagné assez d'argent pour aller la voir.
Quand Des Grieux arrive, il est furieux contre Manon parce qu'elle l'a délaissé mais celle-ci arrive à le séduire. Géronte arrive et les surprend en train de s'embrasser, alors Manon se moque de lui, lui dit qu'il est vieux et laid, alors qu'eux sont jeunes et beaux. Géronte s'en va faisant semblant d'abandonner, mais il fait arrêter Manon.

### Acte III
Au Havre.
Manon est en prison. Lescaut et Des Grieux lui parlent à travers les barreaux. Ils apprennent qu’elle sera exilée en Amérique. Ils tentent de la délivrer mais sans y parvenir. Un garde passe, escortant un groupe de femmes qui vont sur le même bateau que Manon. Elle les rejoint, pâle et triste. La foule fait des commentaires brutaux. Des Grieux essaie de rejoindre Manon mais le sergent l’écarte brusquement. C'est alors que le capitaine du bateau, voyant sa douleur, l’autorise à monter à bord.

### Acte IV
À la Nouvelle-Orléans.
Manon et Des Grieux apparaissent, presque morts de fatigue après le voyage. Ils ne savent où aller pour passer la nuit. Des Grieux s’inquiète de l’état de Manon et part chercher de l’eau. Manon pense qu’il l’a abandonnée. Il revient mais il est malheureusement trop tard et elle meurt dans ses bras.

## Passages célèbres
- Romance de Des Grieux : « Donna non vidi mai simile a questa » (acte I)
- Romance de Manon : « In quelle trine morbide » (acte II)
- Air de Manon : « Oh, sarò la più bella ! » (acte II)
- Intermède symphonique, conçu à l’origine pour être joué avant l’actuel acte III, devenu pièce de concert.
- Romance de Des Grieux : « No! pazzo son! » (acte III)
- Air de Manon : « Sola, perduta, abbandonata » (acte IV)

## Discographie
- 1954 - Licia Albanese, Jussi Björling, Robert Merrill, Franco Calabrese - Chœur et orchestre de l'Opéra de Rome, Ionel Perlea - RCA
- 1957 - Maria Callas, Giuseppe di Stefano, Franco Calabrese - Chœur et Orchestre du Teatro alla Scala, Tullio Serafin - EMI
- 1972 - Montserrat Caballe Placido Domino's Noël Mangin Thé Ambrosian Opéra Chorus Thé new Philharmonia Orchestra dir Bruno Bartoletti EMI stéréo
- 1984 - Mirella Freni, Placido Domingo, Renato Bruson, Philharmonia Orchestra, Giuseppe Sinopoli - Deutsche Grammophon
- 1993 - Mirella Freni, Luciano Pavarotti, Dwayne Croft, Metropolitan Opera Orchestra and Chorus, James Levine - Decca